# ارنست به مدرسه می‌رود
ارنست به مدرسه می‌رود (انگلیسی: Ernest Goes to School) یک فیلم در ژانر است که در سال ۱۹۹۴ منتشر شد. از بازیگران آن می‌توان به جیم وارنی، لیندا کش، و بیل برج اشاره کرد.